# Ивахинов, Лопсон Санжеевич
Лопсон Санжеевич Ивахинов (1913; Тунка, Тункинский район, Бурятия, РСФСР, СССР — 1 октября 1956; неизвестно) — российский военнослужащий, старший лейтенант, командир пулемётного взвода, командир сабельного эскадрона 20-го гвардейского комполка и 35-го гвардейского комполка.

## Биография
Родился в 1913 году в селе Тунка Тункинского района Бурятии. Ивахинов был призван в Тункинским РВК БМАССР. Участвуя опредёленно в боях за реку Десна, был ранен, но продолжал бой. Ивахинов с двумя станковыми пулемётами которые были у него, отразил в ночь с 14 на 15 августа пять контратак вражеской пехоты. Когда вышли из строя расчёты, Ивахинов более пяти часов, пользуясь пулемётами, отражал атакующего врага. В последующих боях за реку Днепр, Ивахинов без руководил подразделением, благодаря которому было уничтожено 70 вражеских солдат и офицеров, а когда вышел из строя командир эскадрона, командование было принято другим военным деятелем на себя.
В наступательных боях Ивахинов старался уделять большое внимания воспитанию личного состава и постоянно рассказывал и помогал своему составу.
Для Ивахинова наступил следующий бой, в котором был снова ранен, но не ушел с поля боя до выполнения приказа. В результате этого боя противник оставил на поле сражения 180 солдат и офицеров, 2 подбитые пушки, 4 миномета и 12 автомашин, а также взято в плен 60 немецких солдат. 2 и 3 февраля 1945-го года эскадрон Ивахинова выполнял боевую задачу в одном из городов Германии и вступил в бой с двумя полками дивизии СС. Бой был тяжёлым, Ивахинов несмотря на превосходящие силы противника, не дал прорваться им на соединение со своими войсками. В результате данного сражения враг оставил на поле боя 750 погибших, 470 солдат и офицеров взято в плен, захвачены 32 грузовые автомашины с военным имуществом, более 800 лошадей, 7 тяжелых орудий, 18 минометов различного калибра, 20 радиостанций, 500 патронов «фауст» и много другого военного имущества. Ивахинов после удачного боя, начинает командовать эскадроном.
После войны Ивахинов служил комендантом в одном их немецких городов, демобилизовался в 1947 году и работал председателем Жемчугского сельского Совета. Старые раны дали о себе знать, и 1 октября 1956 года Ивахинов ушёл из жизни.
Те солдаты, которые воевали вместе с ним, были награждены званием Героя Советского Союза, кроме самого Ивахинова. В наградном листе на Лопсона Санжеевича Ивахинова есть одно свидетельство о его подвигах, которое также можно отнести к разряду документальных. Это свидетельство комсорга 35 гвардейского полка 17 гвардейской дивизии Улзы-Жаргала Шойбоновича Дондукова, доктора филологических наук и профессора. Он был однополчанином Лопсона Санжеевича и очевидцем героизма комэска. У.-Ж. Ш. Дондуков писал такого рода текст:
«В связи с 30-летием Победы над фашистской Германией по заданию Бурятского обкома КПСС в 1975 году я работал в архиве министерства обороны СССР в г. Подольске с целью снять копии с наградных листов на ряд командиров и бойцов Красной армии, уроженцев Бурятии, представленных к званию Героя Советского Союза. Одним из них был бывший командир эскадрона 35 кавалерийского полка гвардии старший лейтенант Ивахинов Лопсон Санжеевич, вместе с которым я участвовал во многих боевых операциях с июля 1943 года и вплоть до окончания войны. Сначала служил в качестве командира 45-миллиметрового противотанкового орудия, которое неоднократно придавалось его эскадрону, а позже в должности комсорга полка. Со 2 на 3 февраля 1945 г. в составе III эскадрона под командованием гвардии лейтенанта К.Д. Савостина я участвовал в боях возле г. Валлохэее против двух полков немецкой дивизии СС. К утру от эскадрона оставалось лишь 4 бойца, в том числе и я… В тот же день, 3 февраля, немецкие полки были полностью разгромлены IV эскадроном под командованием гвардии старшего лейтенанта Л.С. Ивахинова. За этот боевой подвиг, а также за другие подвиги он был представлен 21 января 1945 г. к присвоению звания Героя Советского Союза (фонд 33, год 1945, опись 686196, дело 2224, стр.277)» 
Награда так и не была передана и получена в руки Ивахинову.

## Звания и награды
- Орден Красного Знамени, 1
- Орден Красного Знамени, 2
- Орден Красной Звезды
- Орден Отечественной войны I степени
- Медаль «За Отвагу»
- Медаль «За боевые заслуги»

## Память
- Переодически в честь памяти Лопсона Санжеевича Ивахинова проводятся различные спортивные турниры. Впервые в честь Ивахинова проиходился турнир в 2017 году по вольной борьбе среди юниоров[6][7][8], а также другие.